# Лизендорф
Лизендорф (њем. Lissendorf) општина је у њемачкој савезној држави Рајна-Палатинат. Једно је од 109 општинских средишта округа Вулканајфел. Према процјени из 2010. у општини је живјело 1.118 становника. Посједује регионалну шифру (AGS) 7233041.

## Географски и демографски подаци
Лизендорф се налази у савезној држави Рајна-Палатинат у округу Вулканајфел. Општина се налази на надморској висини од 400–610 метара. Површина општине износи 10,4 km². У самом мјесту је, према процјени из 2010. године, живјело 1.118 становника. Просјечна густина становништва износи 108 становника/km².